# The Specials
The Specials é uma banda britânica de new wave e ska formada na cidade de Coventry, em 1977. Eles misturavam elementos do mod e do ska e criaram um novo som que se tornaria conhecido como 2 tone.
Eles ficaram famosos  por singles como "Ghost Town", "Too Much Too Young" e sua estréia com "Gangsters".

## Biografia
Logo depois de ser formado em 1977 por Jerry Dammers, Lynval Golding e Gorace Panter (ou Horace entleman,) a banda começou a tocar em pequenos shows sob o nome de The Coventry Automatics e depois como The Special AKA. Joe Strummer, vocalista e guitarrista do The Clash compareceu a um de seus shows, convidando depois o The Special AKA para abrir para sua banda durante a turnê No Parole UK Tour. Isto deu ao The AKA um nível de exposição nacional importante, e eles começaram a ser agenciados pelos mesmos empresários do Clash.
Em 1979, Dammers decidiu fundar seu próprio selo, e a 2-Tone Records nascia. Por este selo a banda lançou o single "Gangsters", entrando para a parada de sucessos. ai com Roddy Byers (ou Roddy Radiation), Terry Hall e Neville Staples O grupo então começou a usar ternos ao estilo mod, juntamente com outros elementos da moda dos anos 60.
Seu LP de estréia foi Specials, produzido por Elvis Costello. A música "Too Much Too Young" ficou em primeiro lugar nas paradas britânicas, apesar de ter sido banida pela BBC por seus versos que falavam de aborto.
Seu segundo álbum, More Specials, não foi tão bem sucedido quanto os lançamentos anteriores, mas nem por isso deixa de ser importante no cenario musical da epoca. A banda praticamente abandonara o ska, apesar de ter sido a principal responsável por seu ressurgimento e popularidade no Reino Unido, preferindo uma aproximação mais ambígua e experimental com a música. More Specials trazia vários estilos musicais diferentes, a maioria sem uma definição classificável, mas com traços aparentes de pop e new wave. A banda também experimentou com o que poderia ser chamado de uma versão mais obscura, quase psicodélica do reggae. Devido a sua fama prévia como a banda de ska mais importante de todos os tempos, muitos de seus fãs originais ficaram desapontados com a debandada do gênero. Apesar disso, o single "Ghost Town", ficou na primeira colocação das paradas.
Mesmo assim, a 2Tone estava com sérios problemas. Staple, Golding e Hall saíram e fundaram a banda "Fun Boy Three", enquanto Dammers convidou Stan Campbell e começou a trabalhar com uma nova banda, sob o nome de The Special A.K.A. O resultado, In The Studio, foi visto por muitos como um fracasso, embora "Racist Friend" e "Free Nelson Mandela" tenham se tornado sucessos. Dammers então dissolveu o grupo e passou a trabalhar em projetos de menor porte e
A banda The Beat de Birmingham colaborou em faixas como "Free Nelson Mandela" e mais tarde juntar-se-ia a integrantes do The Specials para formar no começo dos anos 90 o Special Beat.
Terry Hall continuou uma bem-sucedida carreira após o final da banda, particularmente nos anos 80, com sua banda de new wave Fun Boy Three (com seus ex-companheiros de Specials - Neville Staple e Lynval Golding), e após o fim desta com o The Colourfield.
Mais recentemente, apareceram na série de vídeo-game Dance Dance Revolution e na trilha sonora dos filmes Snatch: Stealing Stones and Breaking Bones e Shaun of the Dead.

### Retorno
Neville Staple, em uma entrevista à rede de televisão BBC de Londres, declarou que a formação original da banda, menos Jerry Dammers, faria shows entre Março e Maio de 2009, em algumas localidades da Inglaterra (entre elas a lendária Brixton Academy), em comemoração ao aniversário de 30 anos de lançamento do primeiro álbum. Seguiram fazendo shows até Janeiro de 2013, quando anunciaram que Neville estava deixando o grupo por problemas de saúde,

## Discografia

### Álbuns de estúdio
- Specials (LP, 1979, 2-Tone)
- More Specials (LP, 1980, 2-Tone)
- In the Studio (como Special A.K.A.) (LP, 1984)
- King of Ska (com Desmond Dekker, 1993)
- Today’s Specials (CD, 1995, Virgin)
- Guilty 'Till Proved Innocent! (CD, 1998, MCA)
- Skinhead Girl (CD, 2000, Receiver)
- The Conquering Ruler (CD, 2001, Receiver)
- Encore (LP, 2019, UMC)

### Álbuns ao vivo
- Too Much Too Young (EP, 45 RPM, 1980, 2-Tone)
- Live in Concert (split com The Selecter, 1989)

### Coletâneas
- The Singles Collection (CD, 1991)
- Coventry Automatics Aka the Specials: Dawning of a New Era (1994, Receiver)
- Best of Specials (CD, 1999, EMI)
- Ghost Town (CD, 2004)
- Greatest Hits (CD, 2006)
- The Best of Specials (CD, 2008, EMI)